# Archivo Histórico de Asturias
El Archivo Histórico de Asturias es uno de los centros documentales más importante de Asturias, en el norte de España y el principal archivo histórico de la comunidad autónoma.

## Historia
Se crea como tal y regula por el Decreto 33/2005, de 28 de abril, como órgano desconcentrado integrado en la consejería de la administración autonómica asturiana que desarrolla las competencias en materia de cultura y patrimonio documental. 
El Archivo Histórico de Asturias, como "depósito preferente de aquellos documentos integrantes del Patrimonio Documental de Asturias de que sea titular o depositario el Principado de Asturias..." (art. 86 de la Ley del Principado de Asturias 1/2001, de 6 de marzo, de Patrimonio Cultural), tiene como fines promover el enriquecimiento de este Patrimonio y fomentar la investigación y la cultura, con especial referencia a sus manifestaciones autonómicas.
Entre sus funciones están las de reunir, conservar, organizar y difundir la documentación de las Instituciones antecesoras de la comunidad autónoma (histórica Junta General del Principado, Diputación Provincial y Consejo Regional) y la documentación con valor histórico producida por la administración autonómica y sus organismos dependientes. Asimismo mediante convenio podrá ingresar la documentación histórica producida por las Entidades Locales asturianas y la de cualquier persona física o jurídica, pública o privada que lo solicite.
La creación del Archivo Histórico de Asturias completa el sistema de archivos de la Administración del Principado de Asturias, regulado ya en su fase administrativa mediante el Decreto 21/1996, de 6 de junio, por el que se regula la organización y funcionamiento del sistema de archivos administrativos del Principado de Asturias.
El Archivo Histórico de Asturias comparte sede y medios materiales y personales con el Archivo Histórico Provincial de Asturias.
El Archivo Histórico Provincial de Oviedo, que en el año 1983 pasó a llamarse Archivo Histórico Provincial de Asturias como consecuencia del cambio de denominación de la provincia, se creó por Orden Ministerial de 11 de enero de 1956, un cuarto de siglo después de que se promulgase el Decreto de 12 de noviembre de 1931 sobre Régimen y denominación de los Archivos Históricos de Protocolos e Históricos Provinciales. 

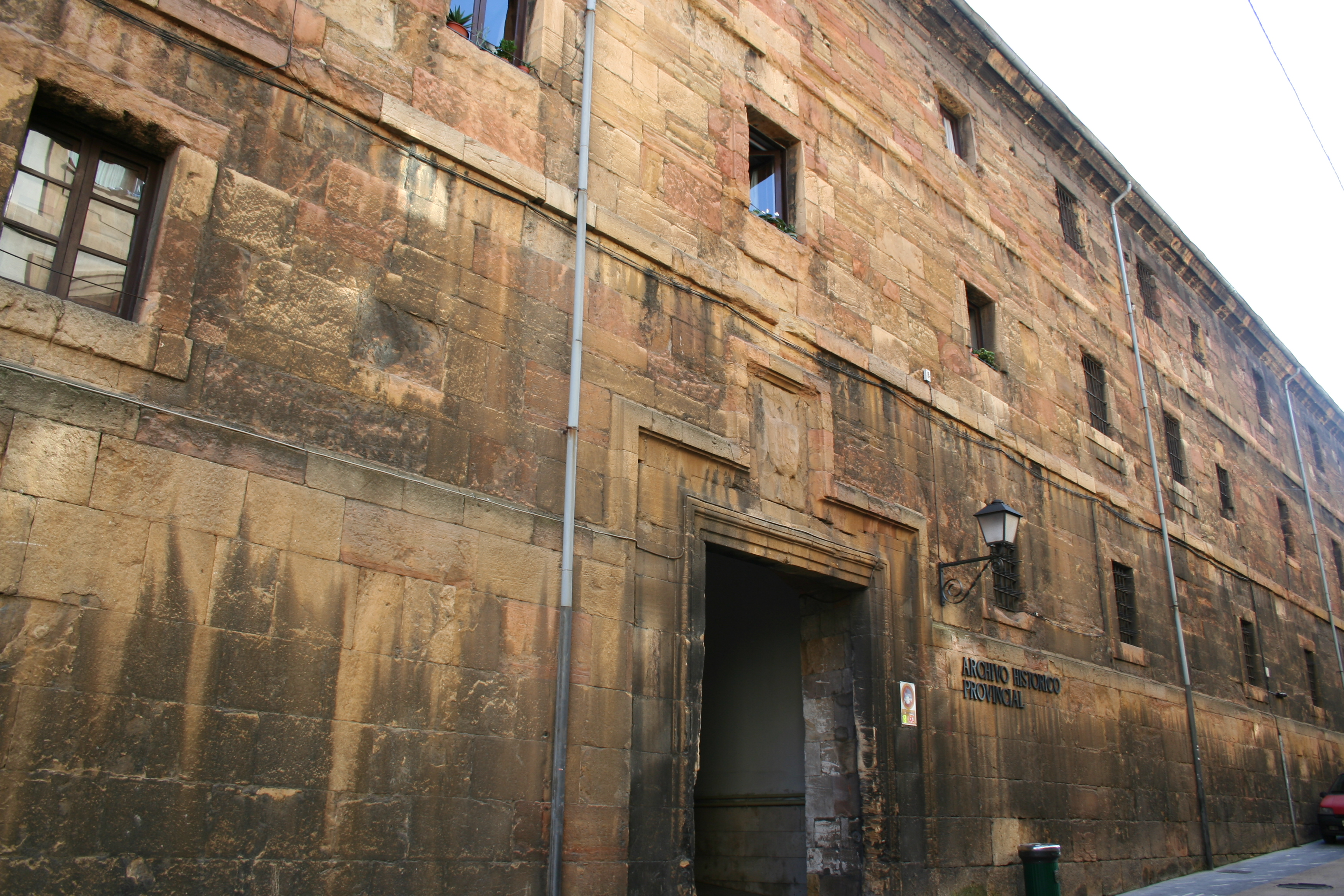
Antigua sede del archivo, en el Monasterio de San Pelayo.

En virtud del mismo, se estableció la creación de estas instituciones en las capitales de provincia con la principal finalidad de recoger y custodiar los protocolos notariales de más de 100 años de antigüedad. No obstante, sucesivos decretos y órdenes ministeriales han propiciado su conversión en archivos generales de ámbito provincial con el doble carácter de históricos e intermedios. Mediante Decreto de 24 de julio de 1947, se estipula la transferencia a los Archivos Histórico Provinciales de la documentación histórica de las Audiencias, Juzgados y Delegaciones de Hacienda, así como la generada por aquellos organismos y particulares que lo solicitasen; por Orden del Ministerio de Justicia de 14 de diciembre de 1957, se determina el ingreso de la documentación de las antiguas Contadurías de Hipotecas; la Orden Circular de la Subsecretaría del Ministerio de Hacienda de 12 de enero de 1962 establece la incorporación de la documentación con más de 25 años de antigüedad; finalmente, mediante el Decreto 914/1969, de creación del Archivo General de la Administración Civil, se convierten en receptores de la documentación sin vigencia administrativa con más de 15 años de antigüedad generada por los servicios provinciales de la Administración Central e Institucional.
Podemos establecer tres etapas en la vida del Archivo. La primera etapa entre su creación, en 1956, y el año 1972 en que se le dota de un nuevo emplazamiento e instalaciones más adecuadas. El Archivo Histórico Provincial de Oviedo tuvo su primera sede en el Palacio de los Condes de Toreno, cuyas dependencias compartía con el Instituto de Estudios Asturianos, la Biblioteca Pública de Oviedo y el Centro Coordinador de Bibliotecas. 
El núcleo documental inicial lo constituyeron los protocolos notariales centenarios de los distritos de Gijón, Avilés y Laviana al que se sumaron, en 1958, los libros de Contadurías de Hipotecas y en 1962 los protocolos del distrito de Villaviciosa. En esta primera etapa el Archivo presentaba unos niveles muy alejados de los actuales en lo que se refiere a volumen de documentación y número de usuarios.
La segunda etapa abarca de 1972 a 1999, y está marcada por dos hechos: la inauguración el 12 de mayo de 1972 de una nueva sede en el ala oeste del Monasterio de San Pelayo y la firma del Convenio, en 1988, sobre Gestión del Archivo de Titularidad Estatal entre el Principado de Asturias y el Ministerio de Cultura. 
El nuevo edificio permitió la incorporación de nuevos fondos lo que supuso una revitalización del Archivo. Por su parte el citado Convenio de Gestión puso la base para la creación del futuro Archivo Histórico de Asturias. 
El aumento de los ingresos se constata especialmente en la década de los años 80, frenándose posteriormente por falta de espacio hasta el cambio de siglo. En esta segunda etapa se reciben los protocolos notariales correspondientes a los distritos de Oviedo, Lena y Piloña, ingresan varios fondos privados y se transfiere un gran volumen de documentación procedente de los servicios provinciales de la Administración Central e Institucional y, sobre todo, de los órganos de la Administración de Justicia. Se obtienen además fondos de interés para Asturias custodiados en otros Archivos fuera de nuestro territorio mediante copia en microfilm, tales como el Catastro del marqués de la Ensenada y los Fondos Asturianos en el Archivo General de la guerra civil española. 
La tercera etapa comienza en el año 2000, a partir de esta fecha se experimenta un extraordinario incremento de los fondos documentales en todas las secciones del Archivo, y por tanto un incremento de usuarios. 
Se han efectuado nuevas transferencias de protocolos notariales; ha habido una incorporación masiva de documentación procedente de las delegaciones de la Administración Central y de los órganos de la Administración de Justicia, correspondiente tanto a fondos preexistentes como a fondos de nuevo ingreso; ha ingresado un interesante y variado bloque de archivos privados, nobiliarios y de empresa, sin olvidar las transferencias desde el Archivo General de la Administración del Principado de Asturias de los fondos de la extinta Diputación Provincial, del Hospicio y de la histórica Junta General del Principado. Asimismo, el Archivo Histórico de Asturias gestiona el ingreso de los fondos documentales de los Hospitales Psiquiátrico, Provincial y General de Asturias.

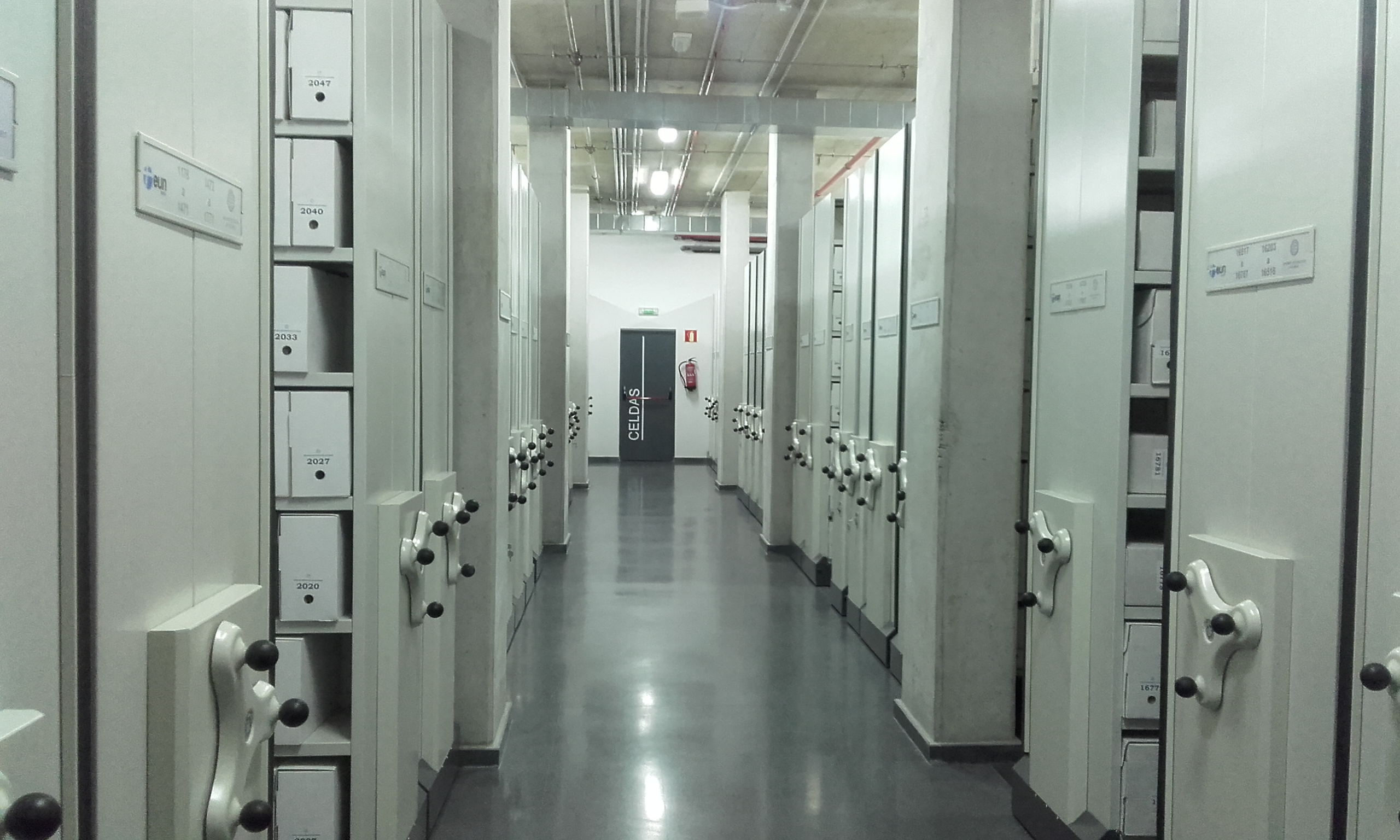
Interior del archivo

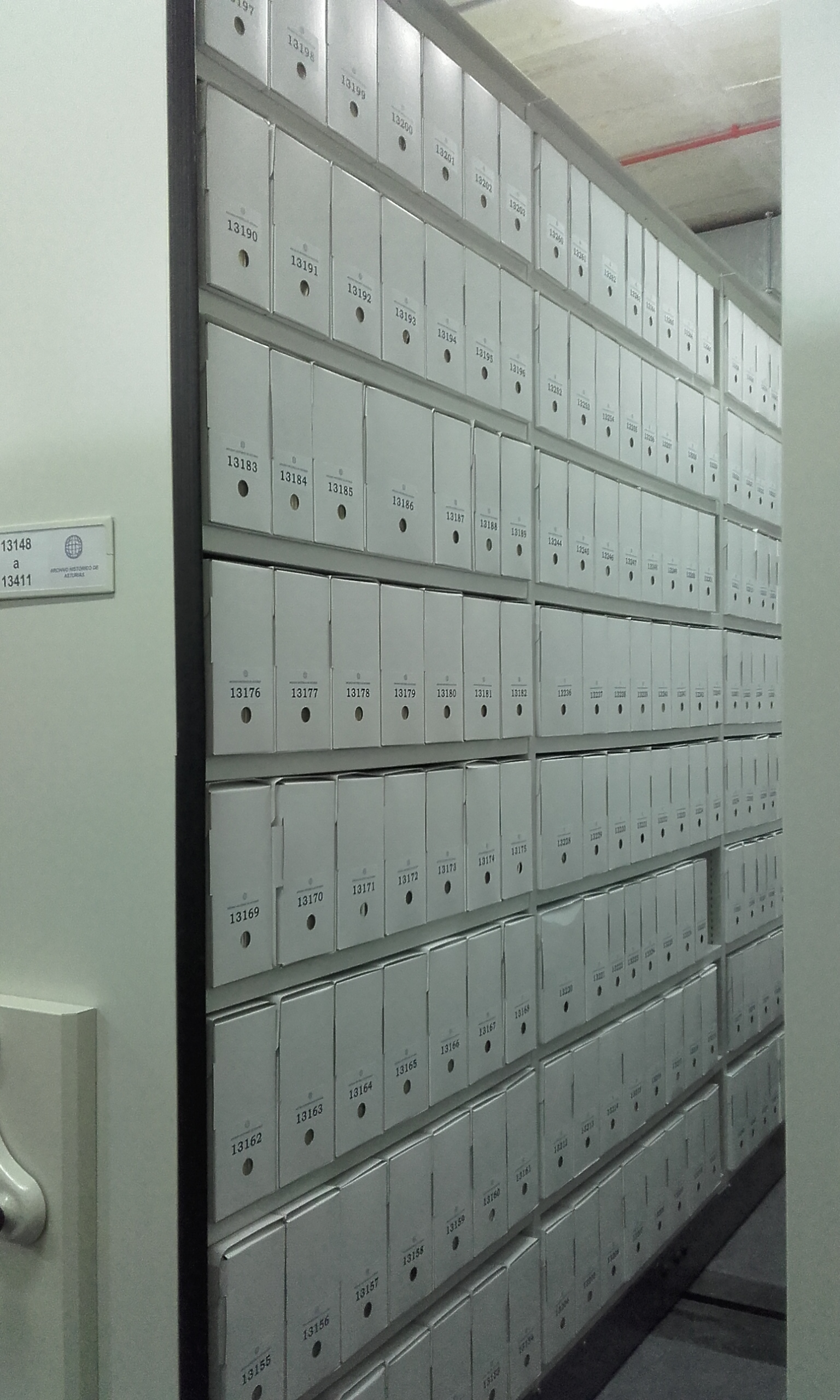
Interior del archivo

Esta fase culmina, en marzo de 2010, con el traslado del Archivo a su nueva sede en la antigua cárcel provincial de Oviedo, donde se conservan más de 140 fondos documentales diferentes, tanto públicos como privados.
La antigua prisión provincial de Oviedo, situada en la calle Arcipreste de Hita, en el barrio Ciudad Naranco, se trata de un inmueble inaugurado en 1897. Este edificio fue el primero de España en el que se empleó el hormigón armado, como elemento constructivo, desarrollándose dicha innovación a cargo del ingeniero José Eugenio Ribera.
La Cárcel Modelo de Madrid sirvió de pauta, aunque la ovetense tiene un brazo menos. Inmersa en un polígono cuadrangular, se distribuyó en dos zonas apartadas: la cárcel, con cuatro brazos largos de galerías y uno corto que se encuentran en una ostentosa y central sala poligonal, techada por una cúpula de gajos iluminada por ventanales de generosas dimensiones y una linterna superior; y el pabellón administrativo (viviendas, cuerpo de guardia y otras dependencias). Básicamente, se siguieron los planos del arquitecto asturiano Eduardo Adaro, el artífice de la Modelo madrileña.
El acceso al recinto se produce por el lado Sur a través de la calle Arcipreste de Hita (hoy interrumpida por las vías de Renfe/FEVE).
El primer edificio corresponde al Módulo de Acceso, este edificio, de dos plantas de altura, y que posee sendos cuerpos rectangulares en torno a un patio cuadrado inferior, abierto en su zona posterior.
Los edificios se unen a través de un tercer cuerpo, que posee el Zaguán en planta baja además de dependencias utilizadas en su día como oficinas, despachos y viviendas de los funcionarios penitenciarios en los cuerpos superiores. Ambos cuerpos presentan acceso independiente desde el patio mediante sendas escaleras de planta cuadrada. Desde el mismo patio abierto se accede al foso a través de una puerta metálica incrustada en un muro ciego.
La cúpula posee una estructura de acero roblonado con 10 cerchas que confluyen en sendos aros centrales, que soportan la linterna y el cupulín de remate, hoy cegado al exterior. La estructura metálica fue fabricada y montada en los talleres de Duro Felguera en 1.906. Exteriormente presenta un recubrimiento a base de escamas de zinc con sus remates y piezas especiales.
La rehabilitación del edificio se llevó a cabo por los arquitectos Remedios Fernández-Carrión y Francisco Javier García Alcázar, y el esquema básico de la propuesta de actuación se desarrolló a partir de la recuperación histórica de un edificio construido al que se le dota de un uso diferente dejando como testigo, en una de sus alas, un vestigio de lo que fue en su día. 
Asimismo, la actuación consistió en la demolición de pegadizos y edificaciones anejas, para recuperar la imagen del primitivo edificio.